# KDM Valkyrjen (1888)
KDM Valkyrien era um cruzador protegido operado pela Marinha Dinamarquesa de 1890 até ser vendido para sucata em 1923. Era o maior cruzador da frota dinamarquesa. O navio foi usado pelo príncipe Valdemar da Dinamarca em uma viagem de nove meses pelo leste da Ásia em 1899 e 1900, visitando China, Japão, Tailândia e Índia. Durante a Primeira Guerra Mundial, foi um navio-estação nas Índias Ocidentais dinamarquesas de 1915 a 1917, até que as ilhas foram vendidas pela Dinamarca para os Estados Unidos.